# الیس سوپریور
الیس سوپریور (به ایتالیایی: Alice Superiore) یک سکونتگاه مسکونی در ایتالیا است که در استان تورین واقع شده‌است.

## خصوصیات
الیس سوپریور ۷٫۰ کیلومترمربع مساحت و ۶۴۶ نفر جمعیت دارد و ۶۱۰ متر بالاتر از سطح دریا واقع شده‌است.